# Heinrich Brandes

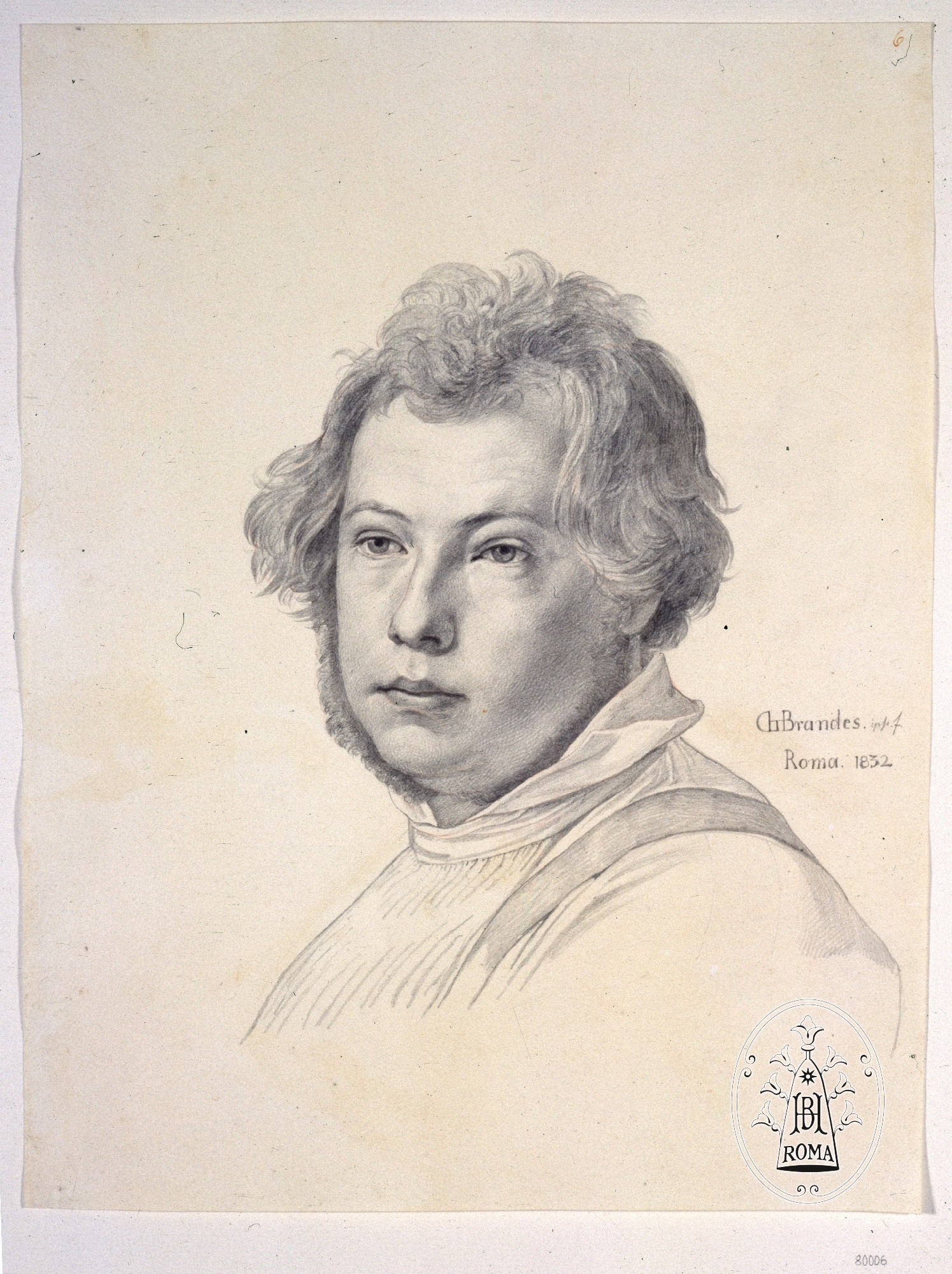
Selbstbildnis, Bleistiftzeichnung von 1832

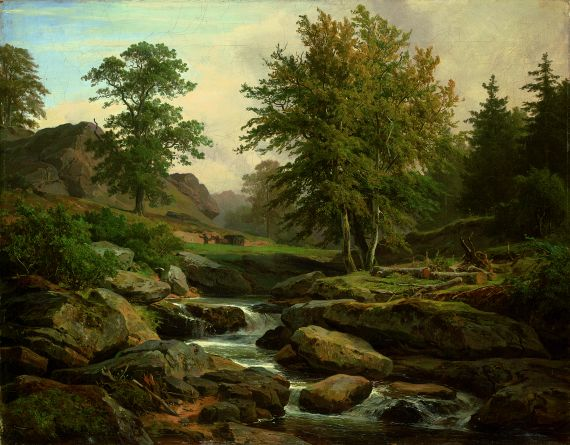
Landschaft bei Harzburg, Gemälde von 1868

Hans Heinrich Georg Brandes (* 23. Mai 1803 in Bortfeld; † 6. Oktober 1868 in Braunschweig) war ein deutscher Maler, Hochschullehrer und Galerieinspektor.

## Leben
Brandes machte zunächst eine Ausbildung in der Manufaktur Stobwasser, ehe er von 1823 bis 1825 sein Studium der Naturkunde an der Münchner Akademie absolvierte und dort bis 1830 als Lehrer tätig war.
In Rom hielt er sich zu Studienzwecken ab 1830 bis 1832 auf, wo er in der Campagna Romana, im Tivoli und in den Albaner und Sabiner Bergen malte. Er freundete sich dort mit Ernst Rietschel an, den er später für die Erstellung eines Lessingdenkmals in Braunschweig gewinnen konnte.
In Braunschweig, wohin er 1833 zurückgekehrt war, machte er sich vor allem als Landschafts- und Porträtmaler einen Namen. Er wurde Mitglied im städtischen Kunstclub und im Kunstverein. Ab 1835 war er als Lehrer für Malen und Zeichnen am Collegium Carolinum tätig. Zugleich trat er als Galerieinspektor des Herzoglichen Museums in den Staatsdienst ein. Dort gehörte es zu seinen Aufgaben, sich um den Erhaltungszustand der Kunstwerke in den Herzoglichen Gemäldesammlungen zu kümmern. So hatte er die im Braunschweiger Dom 1845 aufgefundenen mittelalterlichen Wandbilder freigelegt und restauriert. Im Anschluss an die Restaurierungsarbeiten malte Brandes 1861 das nördliche Querhaus aus. „Die Verbindung von freischaffender künstlerischer Arbeit und Restaurierung war durchaus typisch für diese Zeit. Restaurieren wurde noch nicht als wissenschaftliche Tätigkeit verstanden, sondern als handwerkliche Arbeit, die künstlerische Sensibilität und umfassende Kenntnisse der alten Kunst erforderte. Für die damalige Zeit waren die Restaurierungsmethoden von Heinrich Brandes sehr fortschrittlich.“ Er wurde 1854 zum Professor ernannt.

## Stil und Werke
Brandes verband in seinen Werken die Prinzipien der klassizistischen Bildkomposition mit den Elementen der Romantik. Dabei zeigen sich auch stilistische Beziehungen zu den „Nazarenern“ oder zu den „Münchner Landschaftern“. Besondere Verkaufserfolge erzielte er mit seinen Alpenbildern aber auch seine Harzmalerei oder die Ansichten aus der Umgebung Braunschweigs fanden Beachtung. Zu diesen gehörte beispielsweise die Ansicht von Riddagshausen aus dem Jahr 1848. Im Jahr 1906 wurden einige seiner Werke in Berlin ausgestellt. Einige seiner Bilder befinden sich im Herzog Anton Ulrich-Museum und Städtischen Museum in Braunschweig. Sein Ölbild Das Kolosseum in Rom war 1931 im Münchner Glaspalast mit anderen Werken deutscher romantischer Malerei ausgestellt und fiel dem Brand am 6. Juni zum Opfer.
Brandes lebte bis zu seinem Tode in Braunschweig. Seine Enkelin war die Malerin Amalie Wilke.